# Sardar

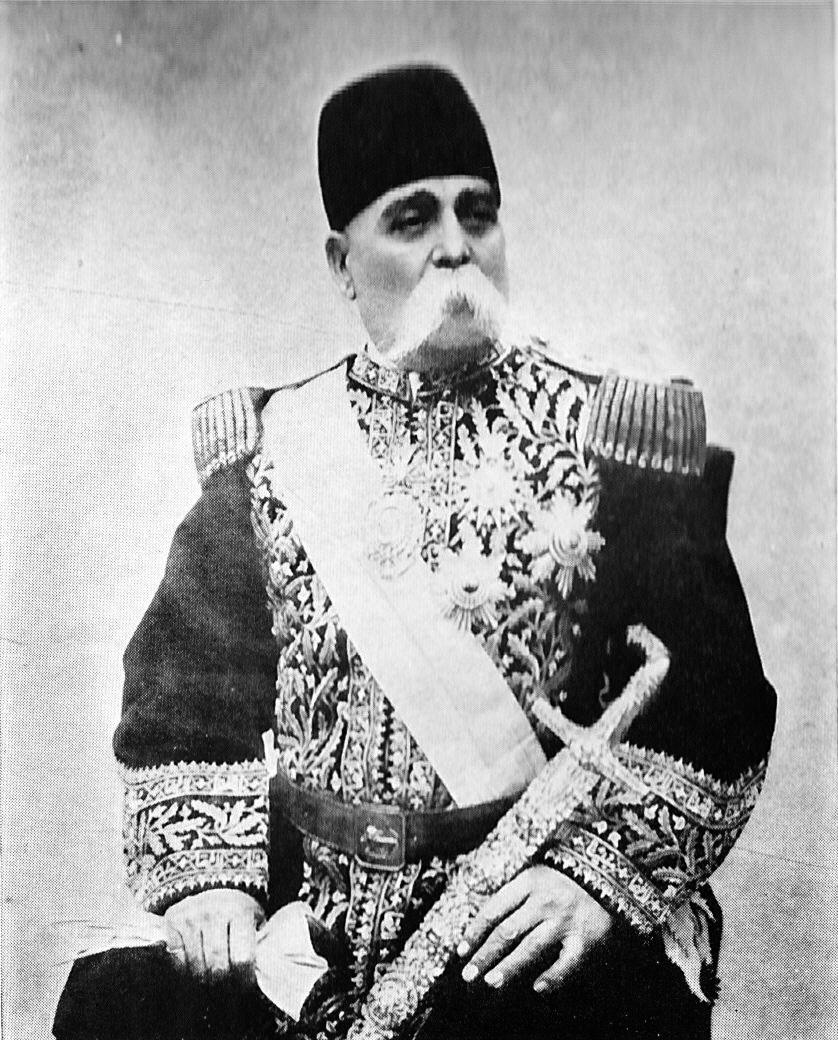
Sardar-I-Azam, príncipe Abdol Majid Mirza de la dinastía kayar en Persia c. década de 1920.

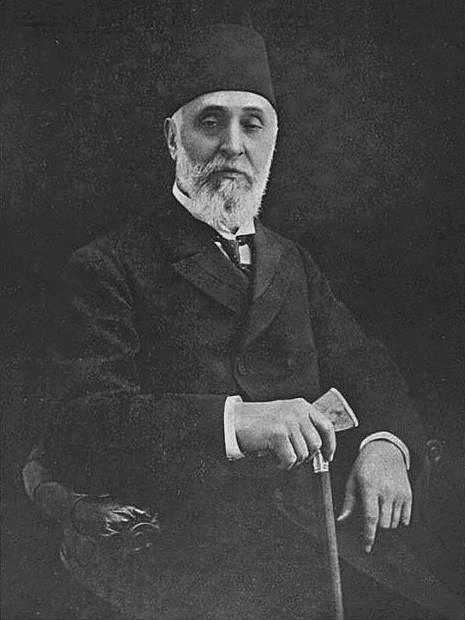
Gran visir Ahmet Tevfik Bajá, el último Serdar-ı Azam otomano.

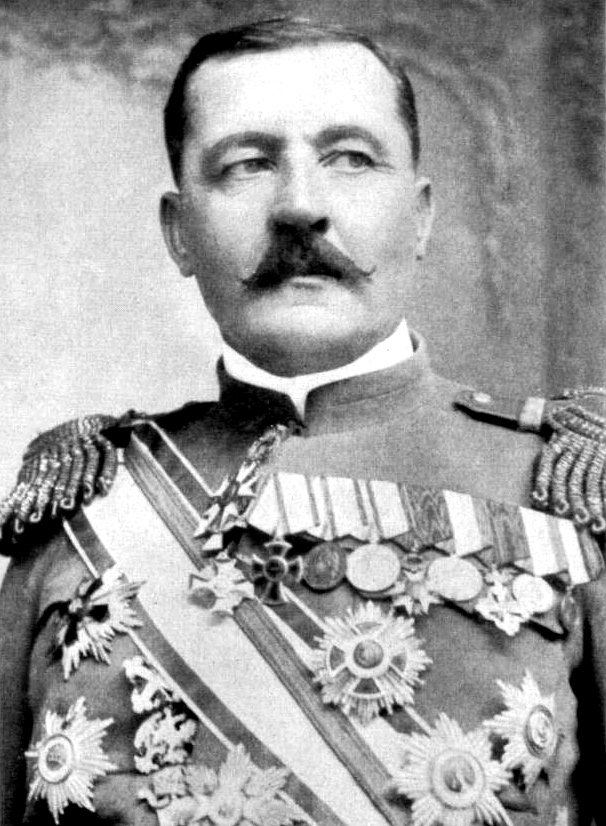
Serdar Janko Vukotić del Principado y Reino de Montenegro.

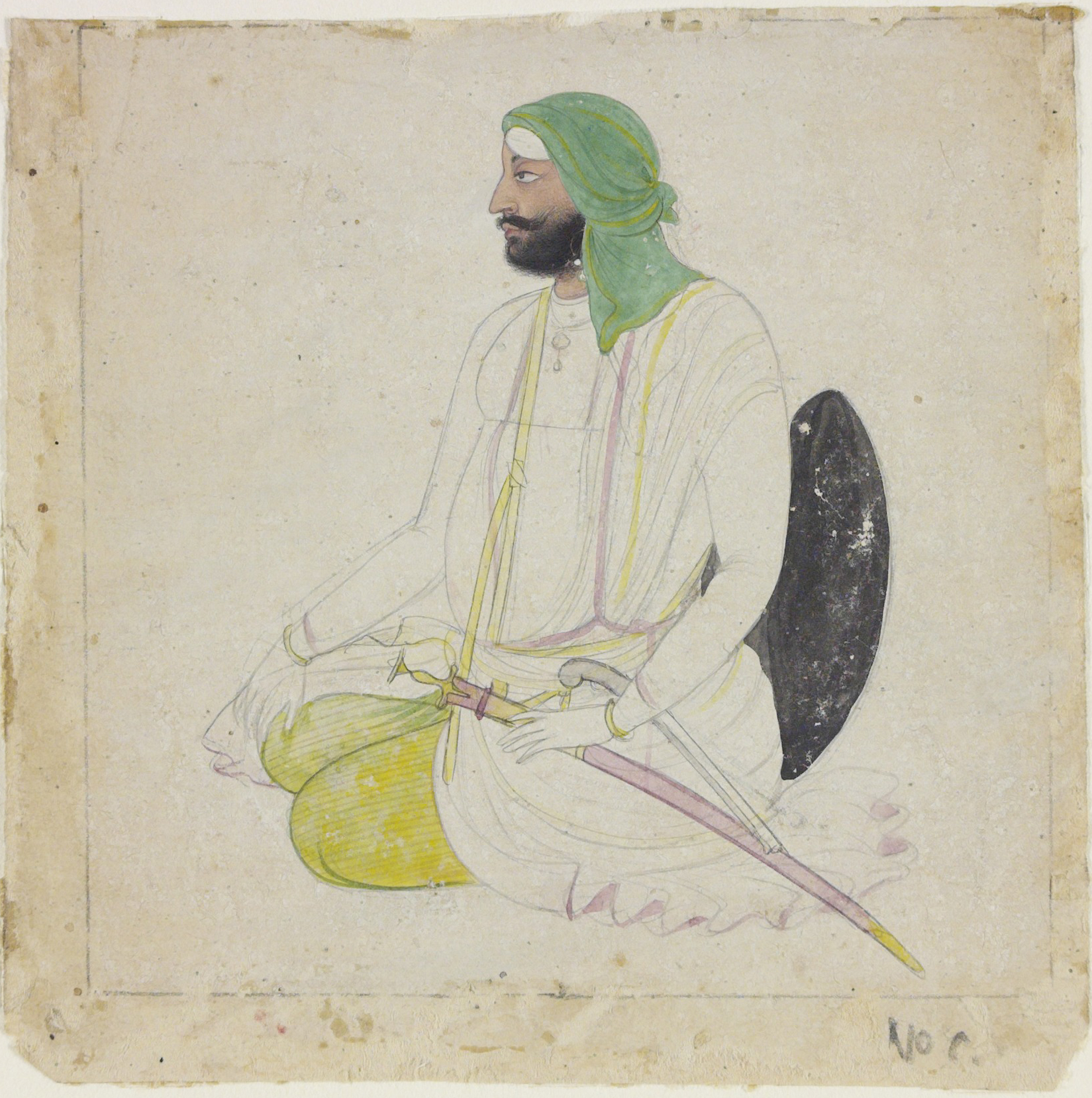
Un sardar sij.

Sardar (persa: سردار, pronunciación persa: [særˈdɑr], 'comandante', literalmente 'director'), también escrito como sirdar, sardaar, shordar o serdar, es un título nobiliario que originalmente se usó para designar a príncipes, nobles, y otros aristócratas. También se ha utilizado para designar a un jefe o líder de una tribu o grupo. Se utiliza como sinónimo persa del título de emir, que es de origen árabe.

## Historia
El término y sus afines tienen su origen en el persa sardār (سردار) y se han utilizado históricamente en Persia (Irán), el Imperio otomano y Turquía (en este caso como rango militar, 'serdar'), Mesopotamia (ahora Irak), Siria, el Asia Meridional (Pakistán, India, Bangladés y Nepal), el Cáucaso, Asia Central, los Balcanes y Egipto (aquí como 'sirdar').
El término "sardar" fue utilizado por jefes y generales sijs que ocuparon puestos importantes en diferentes misls del Imperio sij. El sardar todavía es ampliamente utilizado por los sijs. En la India y sus países vecinos, los varones sij respetados son llamados sardars. Sardar también se usó para referirse a los generales del Imperio maratha. Después del declive del feudalismo, sardar posteriormente podía indicar un jefe de Estado, un comandante en jefe o un rango militar del ejército. Como grado o rango militar, un sardar típicamente designaba al comandante en jefe o al oficial militar de mayor rango en un ejército, similar al moderno mariscal de campo, general del ejército o jefe del ejército. El título más administrativo de Sirdar-Bahadur designa a un gobernador general o ministro principal de una provincia remota, similar a un virrey británico.
En el montañismo del Himalaya, un sirdar es un jefe local de los sherpas. Entre otras funciones, registra las alturas alcanzadas por cada sherpa, lo que influye en su pago.

## Príncipes
- Varios estados principescos de la India británica han sido gobernados por un príncipe sardar. Los sardars de estos estados principescos tienen un título hereditario de primogenitura, similar a los pares hereditarios británicos.
- El estado de Kapurthala, ha sido gobernado por reyes del estado llamados sardar. Por ejemplo, el rey de Kapurthala usó el título de sardar.[3]

## Jefes de Estado
- En persa, Sardar i-Azam se usaba ocasionalmente como un título alternativo para el jefe de gobierno de Shahanshah, normalmente llamado Vazir i-Azam (gran visir), notablemente en 1904-06 para un príncipe de la dinastía kayar, el príncipe mayor general Abdol Majid Mirza.
- Vallabhbhai Patel, primer vice primer ministro de la India, era conocido como Sardar Patel. Ahora también se le conoce como el 'Hombre de Hierro de la India'.
- Sadr-e-Riyasat era el título de un jefe de Estado constitucional del estado principesco de Cachemira, Yuvaraj Shri Karan Singhji Bahadur, fue nombrado heredero forzoso en 1931. Después de que su padre se adhiriese a la India, poniendo fin a la monarquía soberana, fue regente de 1949 a 1956. Sardar-i-Riyasat de 1956 a 1965 (a la muerte de su padre le sucedió como maharajá de Jammu y Cachemira en 1961, sin poder hereditario), y siguiente gobernador del Estado constitutivo indio de Jammu y Cachemira de 1965 a 1967.
- Mohammed Daud Khan de Afganistán, como presidente, llevaba el título de sardar .
- Saparmurat Niyazov, el gobernante autoritario de Turkmenistán en 1990-2006, llevaba algunos títulos glorificadores, uno de los cuales era el de serdar ('Líder').[4]
- Sardar Sulakhan Singh Puar del Imperio sij llevaba el título de sardar. Entre los sijs, sardar es el título utilizado por los nobles y los jefes militares y de aldea sij.